# Крючковидная кость
Крючковидная кость (лат. os hamatum) находится рядом с головчатой костью, замыкая с медиальной («локтевой») стороны второй ряд костей запястья. На ладонной поверхности кости находится хорошо развитый отросток, несколько изогнутый в латеральную («лучевую») сторону, — крючок крючковидной кости. Проксимальная поверхность кости соединяется с полулунной костью, латеральная — с головчатой костью, медиальная — с трёхгранной костью. Дистальная поверхность кости имеет две суставные плоскости для сочленения с IV и V пястными костями